# Kolonia Kociszew
Kolonia Kociszew [pronunciación en polaco: /kɔˈlɔɲUn kɔˈt͡ɕiʂɛf/] es un pueblo ubicado en el distrito administrativo de Gmina Zelów, dentro del Distrito de Bełchatów, Voivodato de Łódź, en Polonia central. Se encuentra aproximadamente a 6 kilómetros al noreste de Zelów, a 15 kilómetros al norte de Serłchatów, y a 36 kilómetros al sur de la capital regional Łódź.
El pueblo tiene una población de 150 habitantes.